# Archaeoceratops oshimai
Archaeoceratops oshimai ("cara con cuernos antigua del sr. Oshima") es una especie y tipo del género extinto Archaeoceratops de dinosaurio ceratopsiano arqueoceratópsido, que vivió a principios del período Cretácico, hace aproximadamente 140 y 130 millones de años, desde el Valanginiense hasta el Hauteriviense, en lo que hoy es Asia.